# North River Shores
North River Shores es un lugar designado por el censo ubicado en el condado de Martín en el estado estadounidense de Florida. En el Censo de 2010 tenía una población de 3.079 habitantes y una densidad poblacional de 605,92 personas por km².

## Geografía
North River Shores se encuentra ubicado en las coordenadas 27°13′18″N 80°16′34″O / 27.22167, -80.27611. Según la Oficina del Censo de los Estados Unidos, North River Shores tiene una superficie total de 5.08 km², de la cual 3.33 km² corresponden a tierra firme y (34.45%) 1.75 km² es agua.

## Demografía
Según el censo de 2010, había 3.079 personas residiendo en North River Shores. La densidad de población era de 605,92 hab./km². De los 3.079 habitantes, North River Shores estaba compuesto por el 95.81% blancos, el 0.65% eran afroamericanos, el 0.45% eran amerindios, el 1.23% eran asiáticos, el 0.03% eran isleños del Pacífico, el 1.1% eran de otras razas y el 0.71% pertenecían a dos o más razas. Del total de la población el 3.99% eran hispanos o latinos de cualquier raza.